# Fajermon
Fajermon, fajerman, fajermón (niem.: ognisty człowiek) – demon z wierzeń ludowych Śląska Cieszyńskiego z kategorii błędnych świetlików bagiennych.
Fajermon miał mieć postać wysokiego mężczyzny, pozbawionego głowy, z miejsca której buchał jasny płomień. Można było go przywołać trzema gwizdnięciami. Była to dusza pokutująca – w legendzie z okolic Stonawy za to, że w ziemskim życiu nikomu za nic nie podziękował, albo dusza człowieka, która krzywdziła zwierzęta, a zwłaszcza konie, Za co długo pokutuje, a często przybiera postać konia i czeka na wybawienie. Biega po polach i łąkach, tam gdzie chłopi orali ziemię. Kiedy jeden z gospodarzy podziękował mu za pomoc przy żniwach, fajermon zmienił się w postać ubraną w białą szatę, którą uwolniono od dalszej kary.